# Grnčara
Grnčara (en serbe cyrillique : Грнчара) est un village de Serbie situé sur le territoire de la Ville de Loznica, district de Mačva. Au recensement de 2011, il comptait 577 habitants.

## Démographie
| 1948 | 1953 | 1961 | 1971 | 1981 | 1991 | 2002 | 2011 |
| ---- | ---- | ---- | ---- | ---- | ---- | ---- | ---- |
| 610  | 655  | 674  | 584  | 608  | 655  | 654  | 577  |

|  |